# Tlacotepec, General Heliodoro Castillo
Tlacotepec är en ort i Mexiko.   Den ligger i kommunen General Heliodoro Castillo och delstaten Guerrero, i den södra delen av landet, 200 km söder om huvudstaden Mexico City. Tlacotepec ligger 1 540 meter över havet och antalet invånare är 6 513.
Terrängen runt Tlacotepec är bergig söderut, men norrut är den kuperad. Runt Tlacotepec är det ganska glesbefolkat, med 21 invånare per kvadratkilometer. Tlacotepec är det största samhället i trakten. I omgivningarna runt Tlacotepec växer huvudsakligen savannskog.